# Gustaf Erikson
Gustaf Adolf Mauritz Erikson, född 24 oktober 1872 i Lemland, död 15 augusti 1947 i Mariehamn, var en åländsk redare. Tillsammans med några vänner och en köpman från Åbo grundade han rederiet Rederi AB Gustaf Erikson år 1913. Det första inköpet var kompositbarken Tjerimai (med spant av järn och skrov av trä), byggd i Nederländerna. Gustaf Eriksons fartygsinköp kännetecknades av att han köpte segelfartyg från andra rederier i en tid då många andra investerade i ång- och motorfartyg.
Gustaf Erikson var en central gestalt inom det åländska näringslivet och var en av grundarna till Redarnas ömsesidiga försäkringsbolag år 1937, idag koncernen Alandia försäkring. Han var bolagets förste styrelseordförande. Erikson drev en stor segelfartygsflotta fram till sin död 1947. Därefter tog sonen Edgar Erikson (1915–1986) över ledningen, och rederiet övergick successivt till modernare fartyg. Rederi AB Gustaf Erikson är idag det äldsta verksamma rederiet på Åland.
Ett av Gustaf Eriksons mest kända fartyg, fyrmastbarken Pommern, är idag museifartyg och kan besökas i Västerhamn i Mariehamn.

## Fartyg i urval

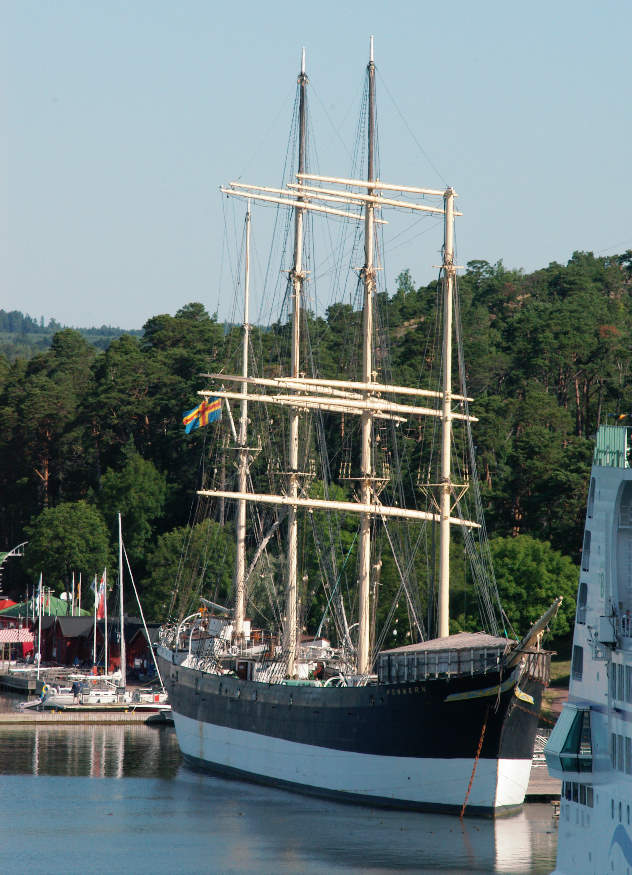
Pommern i Mariehamn 2005.

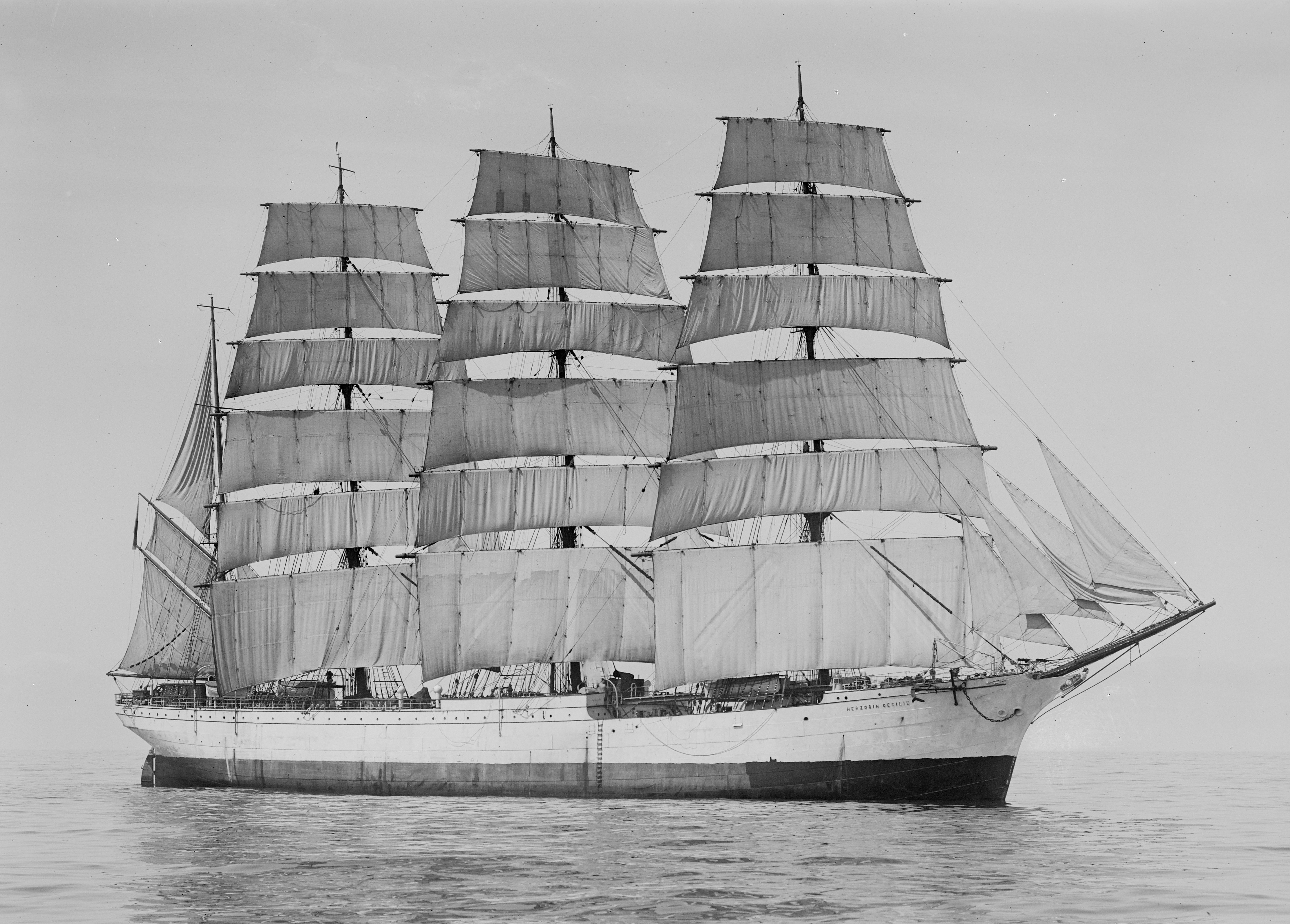
Herzogin Cecilie under segel.

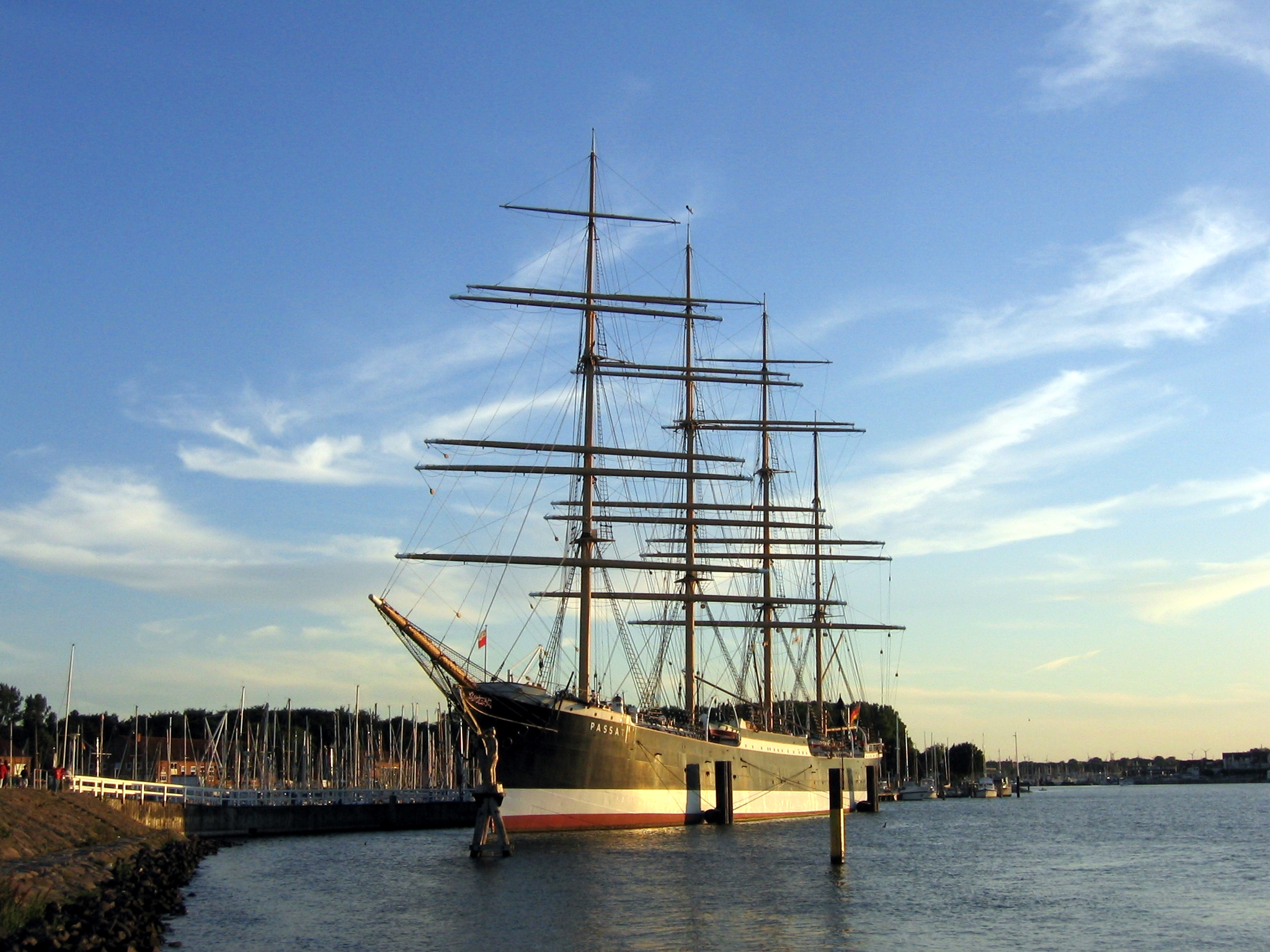
Passat i Travemünde.

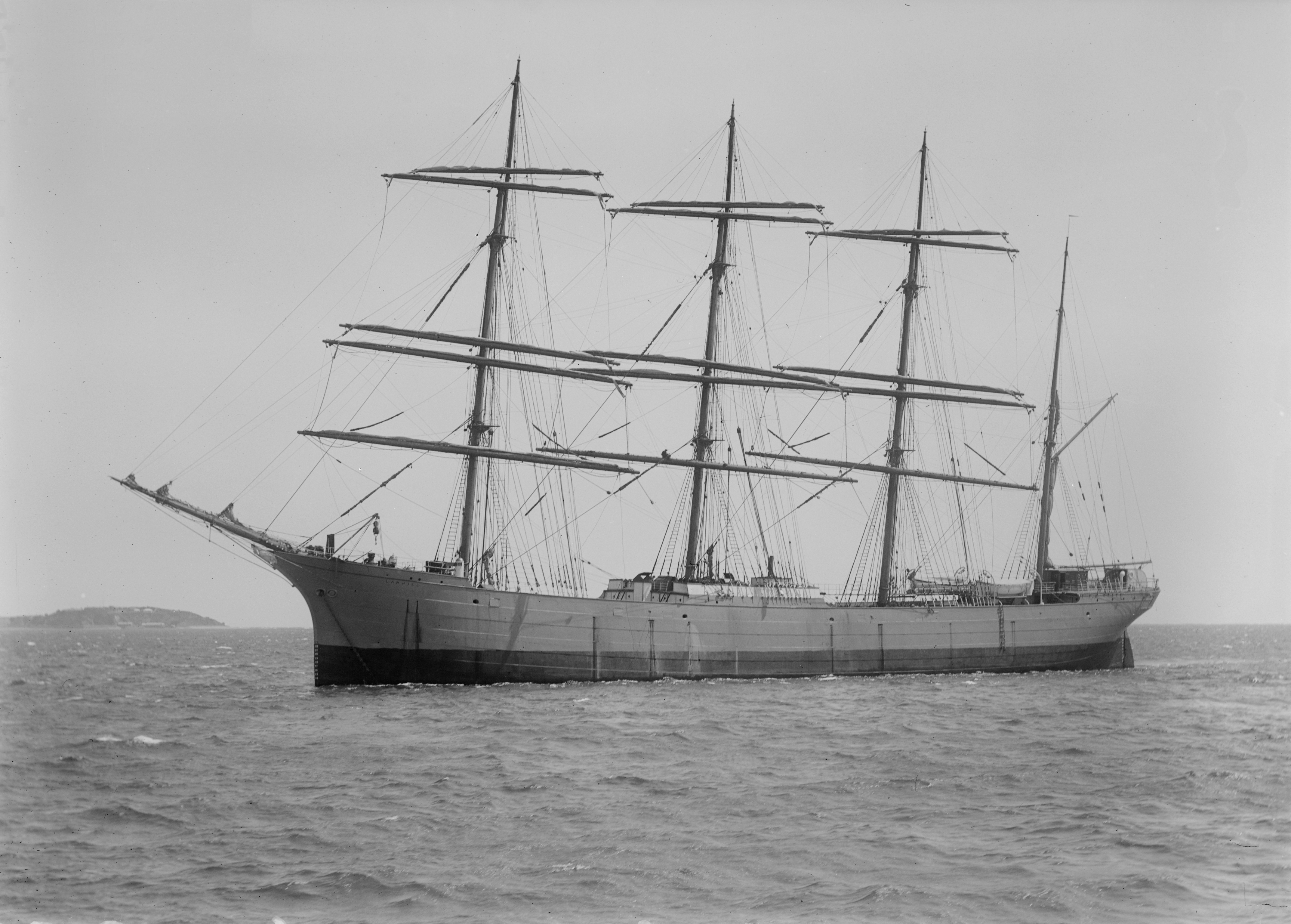
Lawhill för ankar.

- Tjerimai
- Åland
- Fredenborg
- Borrowdale
- Grace Harwar
- Professor Koch
- Ingrid
- Southern Belle
- Margareta
- Lawhill
- Woodburn
- Rigel
- Edgar
- Herzogin Cecilie
- Loch Linnhe
- Pommern
- Carradale
- Penang
- Archibald Russel
- Killoran
- Olivebank
- Carmen
- Polstjernan
- Baltic
- Hougomont
- Lingard
- Ostrobotnia
- Winterhude
- Lalla Rookh
- Estonia
- Melbourne
- Madara
- Viking
- Ponape
- Pamir
- L'Avenir
- Passat
- Odine
- Vera
- Warma
- Eläköön
- Wellamo
- Valborg
- Kylemore
- Pestalozzi
- Regina
- Dione
- Moshulu
- Kirsta
- Gottfried
- Argo
- Alca
- Agnes
- Olivia
- Bonden